# Parabapta aetheriata
Parabapta aetheriata är en fjärilsart som beskrevs av Ludwig Carl Friedrich Graeser 1889. Parabapta aetheriata ingår i släktet Parabapta och familjen mätare. Inga underarter finns listade i Catalogue of Life.